# Дієго Майнс
Дієго Майнс (ісп. Diego Maínz, нар. 29 грудня 1982, Мадрид) — іспанський футболіст, що грав на позиції центрального захисника за «Райо Вальєкано», «Альбасете» та «Гранада».

## Ігрова кар'єра
Народився 29 грудня 1982 року в Мадриді. Вихованець футбольної школи «Райо Вальєкано». У дорослому футболі дебютував 2001 року виступами за головну команду цього клубу у Ла-Лізі. Попри юний вік отримував регулярну ігрову практику. Протягом 2002—2004 команда примудрилася двічі поспіль понизитися в класі, і протягом наступних трьох сезонів захисник захищав її кольори на рівні Сегунди Б.
Протягом 2007—2009 років захищав кольори друголігового «Альбасете», після чого перейшов до «Гранади». У складі цієї команди зумів пройти зворотній шлях від третього до першого іспанського дивізіону — 2010 року гранадці пробилися із Сегунди Б до Сегунди, а сезон 2011/12 проводили вже в Ла-Лізі. У найвищому дивізіоні Майнс і провів заключні п'ять сезонів своєї кар'єри, майже до останнього залишаючись одним з основних центральних захисників «Гранади».